# Art Club
Der Art Club (auch: artclub) war eine Wiener Künstlervereinigung der Nachkriegszeit.

## Geschichte
Der Art Club wurde 1946 (nach anderer Quelle 1947) als eine der fortschrittlichsten Plattformen für junge Maler, Bildhauer, Autoren und Musiker im Kampf um die Autonomie der modernen Kunst gegründet. Kurt Moldovan war Gründungsmitglied der österreichischen Sektion des Art Club.
Treffpunkte waren die Ateliers von Maria Biljan-Bilger, Heinz Leinfellner, Wander Bertoni und Susanne Wenger, aber auch das Cafe Raimund, das Cafe Glory, das Espresso Stanbul, das Cafe Falstaff und der Strohkoffer.
Präsident und prominenter Mentor der Gruppe war Albert Paris Gütersloh. Propagator der Gruppenaktivitäten war Alfred Schmeller. Ausstellungen des Art Clubs fanden meist in der Zedlitzhalle oder in der Wiener Secession statt. Lange Zeit war das künstlerische Erscheinungsbild des Art-Clubs von einem friedlichen Nebeneinander von Surrealisten (Wiener Schule des Phantastischen Realismus) und Abstrakten geprägt. Wieland Schmied vermutet, dass die mehrfache großzügige Hilfe von Rudolf Carl von Ripper für Veranstaltungen des Art-Club durch Geheimdienstmittel der CIA ermöglicht wurde.
Der Art Club löste sich 1959 auf.

## Bekannte Mitglieder
- Friedrich Achleitner
- Ilse Aichinger
- H. C. Artmann
- Konrad Bayer
- Gustav Kurt Beck
- Wander Bertoni
- Maria Biljan-Bilger
- Herbert Boeckl
- Arik Brauer
- Jeannie Ebner
- Paul Flora
- Hans Fronius
- Ernst Fuchs
- Elfriede Gerstl
- Albert Paris Gütersloh
- Rudolf Hausner
- Wolfgang Hollegha
- Friedensreich Hundertwasser
- Wolfgang Hutter
- Ernst Jandl
- Fritz Janschka
- Edgar Jené
- Anton Krejcar
- Wolfgang Kudrnofsky
- Maria Lassnig
- Anton Lehmden
- Heinz Leinfellner
- Friederike Mayröcker
- Josef Mikl
- Kurt Moldovan
- Peter Pálffy
- Markus Prachensky
- Stephan Pral
- Ferry Radax
- Arnulf Rainer
- Fritz Riedl
- Rudolph Carl von Ripper
- Gerhard Rühm
- Johanna Schidlo
- Alfred Schmeller
- Ursula Schuh
- Gerhard Swoboda
- Carl Unger
- Hans Weigel
- Susanne Wenger
- Alfred Wickenburg
- Oswald Wiener
- Johann Fruhmann